# Horní Lhotice
Horní Lhotice (s předložkou 2. pád do Horních Lhotic, 6. pád v Horních Lhoticích) jsou vesnice, část Kralic nad Oslavou. Ve vesnici žije 123 obyvatel.

## Geografická charakteristika
Katastrální území Horních Lhotic leží při hranicích kraje Vysočina a Jihomoravského kraje v okrese Třebíč. Na východě hraničí s územím jihomoravského Újezda u Rosic, zbylá sousední katastrální území jsou vysočinská: Lesní Jakubov na jihu, Kralice nad Oslavou a Otradice na západě a Hluboké na severu.
Vesnice se rozkládá na plošině mezi údolími dvou potoků: Chvojnice z východu a jeho pravostranného přítoku Jinošovského potoka. Nadmořská výška zastavěné plochy vesnice se pohybuje od 430 m n. m. na jihovýchodě do 445 m n. m. na severu. Sama vesnice leží asi 1,5 km na severovýchod od Kralic nad Oslavou. S nimi jsou spojeny silnicí č. III/02327.

## Historie
První písemná zmínka o Horních Lhoticích pochází z roku 1104.
Územněsprávně byly Horní Lhotice vedeny pod názvem Lhotice jako osada Kralic nad Oslavou v okrese Třebíč, v letech 1880–1930 jako obec v tomtéž okrese, v roce 1950 jako obec v okrese Velká Bíteš, od roku 1961 pak jako část Kralic nad Oslavou znovu v okrese Třebíč.
| Rok            | 1869 | 1880 | 1890 | 1900 | 1910 | 1921 | 1930 | 1950 | 1961 | 1970 | 1980 | 1991 | 2001 |
| -------------- | ---- | ---- | ---- | ---- | ---- | ---- | ---- | ---- | ---- | ---- | ---- | ---- | ---- |
| Počet obyvatel | 188  | 182  | 194  | 172  | 167  | 165  | 159  | 137  | 140  | 119  | 82   | 103  | 108  |

## Obecní správa
Mezi lety 1879 a 1905 k obci patřil Lesní Jakubov.

## Pamětihodnosti
- kaple Ducha Svatého
- Dolní hrádek (zaniklá tvrz)
- Horní hrádek (zaniklá tvrz)